# Agathotoma densestriata
Agathotoma densestriata är en snäckart som först beskrevs av C. B. Adams 1850.  Agathotoma densestriata ingår i släktet Agathotoma och familjen kägelsnäckor. Inga underarter finns listade i Catalogue of Life.